# 김성광
김성광(金聖光, 1947년 4월 22일~2022년 1월 14일)은 대한민국의 개신교 목사로, 최자실 목사의 2남 1녀 중 차남으로 알려져 있다. 강남순복음십자가교회와 강남금식기도원을 설립하여 강남순복음십자가교회의 담임목사와 강남금식기도원의 원장목사로 재직중 2021년 9월 15일, 뜬금없이 제20대 대통령 선거에 출마를 선언하고 예비후보로 등록했으나 2022년 1월 14일 사망하였다. 이에 따라 대선후보로 최종 등록은 할 수 없게 되었다.
2022년 1월 14일 지병으로 세상을 떠났다.

## 학력
- 뉴욕유니온신학대학원 졸업
- 샌프란시스코신학대학원 & 장로회신학대학원 목회학박사
- 연세대학교대학원 신학박사
- 한국외국어대학원 정치학박사

## 경력
- 한국기독교교회협의회 공동회장
- 한국기독교총연합회 공동회장
- 북한민주화위원회 상임고문
- 연세대학교연합신학대학원 객원교수
- 강남십자가교회 담임목사, 강남금식기도원 원장목사

## 저서
- 작은행복
- 작은성공
- 작은부자
- 행복자격증
- 성공자격증
- 부자자격증
- 축복의 자격증을 따라
- 이론과 실제를 위한 금식기도
- 금식으로 병을 고칠 수 있다
- 초기 교부들의 신앙과 신학
- 어거스틴의 삶과 고백
- 아프라핫의 삶과 가르침
- 안토니우스의 삶과 가르침

## 같이 보기
- 강남순복음십자가교회
- 여의도순복음교회
- 조용기
- 최자실
- 김성혜